# Rodolfo II del Palatinato
Rodolfo II di Wittelsbach detto il Cieco (Wolfratshausen, 8 agosto 1306 – Neustadt, 4 ottobre 1353) fu conte palatino del Reno dal 1329 al 1353.

## Biografia
Era figlio di Rodolfo I di Baviera e di Matilde di Nassau, figlia del re Adolfo di Nassau-Weilburg. Suo zio era l'imperatore Ludovico IV.
Durante la giovinezza, suo padre e suo zio combatterono per l'eredità. Alla morte del padre, la sua famiglia venne messa sotto la protezione del duca Giovanni di Nassau, che era un partigiano della causa austriaca.
Suo zio, Ludovico il Bavaro prese possesso del Palatinato con la forza. Nell'agosto del 1322, infine, terminò la guerra ma solo dopo la morte di Matilde nel giugno 1323, quando i tre nipoti furono finalmente in grado di far pace con il proprio zio. I suoi figli ereditarono la Baviera e il figlio di Rodolfo I ereditò il Palatinato superiore ed il Palatinato propriamente, linea con il trattato di Pavia del 1329.
Divenne cieco solo nel suo ultimo anno di vita.

## Matrimoni ed eredi
Rofolfo contrasse due matrimoni
- Nel 1328 sposò Anna di Carinzia-Tirolo (1300 – 31 ottobre, 1331), figlia del duca Ottone III del Tirolo, da cui ebbe una figlia:
  - Anna di Baviera (1329-1353), sposò Carlo IV di Lussemburgo.
- Nel 1348 sposò Margherita d'Aragona (1331 – 1377), figlia del re Federico III di Sicilia e di Eleonora d'Angiò.

## Ascendenza
|                             |                        |                               | Genitori                     |  |  | Nonni |  |  | Bisnonni             |  |  | Trisnonni           |  |
|                             |                        |                               |                              |  |  |       |  |  | Ottone II di Baviera |  |  | Ottone I di Baviera |  |
|                             |                        |                               |                              |  |  |       |  |  | Ottone II di Baviera |  |  | Ottone I di Baviera |  |
|                             |                        | Ludmilla di Boemia            |                              |  |  |       |  |  | Ottone II di Baviera |  |  |                     |  |
| Ludovico II del Palatinato  |                        |                               |                              |  |  |       |  |  | Ottone II di Baviera |  |  |                     |  |
|                             |                        | Agnese del Palatinato         | Enrico V del Palatinato      |  |  |       |  |  |                      |  |  |                     |  |
|                             |                        | Agnese del Palatinato         | Enrico V del Palatinato      |  |  |       |  |  |                      |  |  |                     |  |
|                             |                        | Agnese del Palatinato         | Agnese di Hohenstaufen       |  |  |       |  |  |                      |  |  |                     |  |
| Rodolfo I di Baviera        |                        | Agnese del Palatinato         |                              |  |  |       |  |  |                      |  |  |                     |  |
|                             |                        | Rodolfo I d'Asburgo           | Alberto IV il Saggio         |  |  |       |  |  |                      |  |  |                     |  |
|                             |                        | Rodolfo I d'Asburgo           | Alberto IV il Saggio         |  |  |       |  |  |                      |  |  |                     |  |
|                             |                        | Rodolfo I d'Asburgo           | Edvige di Kyburg             |  |  |       |  |  |                      |  |  |                     |  |
| Matilde d'Asburgo           |                        | Rodolfo I d'Asburgo           |                              |  |  |       |  |  |                      |  |  |                     |  |
|                             |                        | Gertrude di Hohenberg         | Burcardo V di Hohenberg      |  |  |       |  |  |                      |  |  |                     |  |
|                             |                        | Gertrude di Hohenberg         | Burcardo V di Hohenberg      |  |  |       |  |  |                      |  |  |                     |  |
|                             |                        | Gertrude di Hohenberg         | Matilde di Tubinga           |  |  |       |  |  |                      |  |  |                     |  |
| Rodolfo II del Palatinato   |                        | Gertrude di Hohenberg         |                              |  |  |       |  |  |                      |  |  |                     |  |
|                             | Valderamo II di Nassau | Enrico II di Nassau           |                              |  |  |       |  |  |                      |  |  |                     |  |
|                             | Valderamo II di Nassau | Enrico II di Nassau           |                              |  |  |       |  |  |                      |  |  |                     |  |
|                             | Valderamo II di Nassau | Matilde di Gheldria           |                              |  |  |       |  |  |                      |  |  |                     |  |
| Adolfo di Nassau-Weilburg   | Valderamo II di Nassau |                               |                              |  |  |       |  |  |                      |  |  |                     |  |
|                             |                        | Adelaide di Katzenelnbogen    | Diether IV di Katzenelnbogen |  |  |       |  |  |                      |  |  |                     |  |
|                             |                        | Adelaide di Katzenelnbogen    | Diether IV di Katzenelnbogen |  |  |       |  |  |                      |  |  |                     |  |
|                             |                        | Adelaide di Katzenelnbogen    | …                            |  |  |       |  |  |                      |  |  |                     |  |
| Matilde di Nassau           |                        | Adelaide di Katzenelnbogen    |                              |  |  |       |  |  |                      |  |  |                     |  |
|                             |                        | Gerlach I di Isenburg-Limburg | …                            |  |  |       |  |  |                      |  |  |                     |  |
|                             |                        | Gerlach I di Isenburg-Limburg | …                            |  |  |       |  |  |                      |  |  |                     |  |
|                             |                        | Gerlach I di Isenburg-Limburg | …                            |  |  |       |  |  |                      |  |  |                     |  |
| Imagina di Isenburg-Limburg |                        | Gerlach I di Isenburg-Limburg |                              |  |  |       |  |  |                      |  |  |                     |  |
|                             |                        | Imagina di Blieskatel         | …                            |  |  |       |  |  |                      |  |  |                     |  |
|                             |                        | Imagina di Blieskatel         | …                            |  |  |       |  |  |                      |  |  |                     |  |
|                             |                        | Imagina di Blieskatel         | …                            |  |  |       |  |  |                      |  |  |                     |  |
|                             |                        | Imagina di Blieskatel         |                              |  |  |       |  |  |                      |  |  |                     |  |